# اشتفان مارکو داکسنر
اشتفان مارکو داکسنر (مجاری: tóth-zabari Daxner István Márk; ۲۶ دسامبر ۱۸۲۲ – ۱۱ آوریل ۱۸۹۲) سیاستمدار، وکیل و شاعر در پادشاهی مجارستان بود. خانواده وی یک خانواده نجیب قدیمی بود که در قرن چهاردهم از سوئیس به پادشاهی مجارستان مهاجرت کرده بودند.